# Ray Jones (Fußballspieler, 1988)
Raymond Barry „Ray“ Jones (* 28. August 1988 in Newham, London; † 25. August 2007 in East Ham, London) war ein englischer Fußballprofi. Er spielte für die Queens Park Rangers („QPR“) und war Mitglied der englischen U19-Fußballnationalmannschaft.
Im April 2006 hatte Jones als 17-Jähriger sein Debüt beim englischen Zweitligisten QPR gegeben; er konnte in seiner ersten Saison als Profi fünf Tore verbuchen.
Ray Jones starb drei Tage vor seinem 19. Geburtstag bei einem Verkehrsunfall am 25. August 2007 in London. Sein Fahrzeug stieß mit einem Bus zusammen. Außer Jones befanden sich noch vier Personen im Auto, von denen zwei ebenfalls getötet wurden.

## Nachweise
1. ↑  „QPR's Ray Jones dies in car crash“ (BBC Sport, 25. August 2007)